# Niconico
Niconico (ニコニコ; Hepburn: Nikoniko, ’Mosoly’), korábban Nico Nico Douga (ニコニコ動画, ’Mosolygós Mosolygós Videó’) vagy röviden „Niko-dó”-ként ismert weboldal, egy japán videómegosztó portál, amit a Niwango, a Dwango egy leányvállalata üzemeltet. A „Niconico” vagy „nikoniko” egy japán hangulatfestő szó a mosolygásra. 2012. április 18. óta a 14. és 10. helyek között mozog a leglátogatottabb oldalak listáján Japánban. 2007-ben ez az oldal nyerte meg a Good Design Award-ot, és „Tiszteletbeli díjazott” volt „Digitális közösségek” kategóriában a 2008-as Ars Electronica-díj (Prix Ars Electronica) díjkiosztó rendezvényén.

## Jellegzetességek
Az oldalon a felhasználók nézhetnek, feltölthetnek és megoszthatnak videókat. Más hasonló videómegosztó oldalakkal ellentétben, azonban a közvetített videón jelenik meg a hozzászólás a meghatározott időpontban és módon. Ily módon a videón a hozzászólások közvetlenül egy részére reagálnak és így azt a hatás kelti, mintha egyszerre többen néznék és reagálnának ugyanarra. Nisimura Hirojuki-val, aki 2013 februárjáig volt a Niwango egyik igazgatója a Niconico kultúrköre és témái erősen hasonlítottak a 2channel-ére és Futaba Channel-ére. A kedvelt videók többsége otaku stílusúak, például anime, számítógépes játékok vagy popzene. A Niconico videókat fel is lehet címkézni és YouTube-bal ellentétben itt minden felhasználó szerkesztheti ezeket, nem csak a feltöltő. Egy videó tíz címkével rendelkezhet, ezekből ötöt zárolhat a feltöltő, a többit más felhasználók belátásuk szerint módosíthatják. Természetesen ezeket kategorizáláson kívül sokféle más célra is felhasználják az építő felhasználók vagy a trollok. Szarkazmusként, humorként, egyszerű hozzászólásként, de olykor építő jellegű kritika is előfordul. A portál az úgynevezett MAD (movie anime dódzsinsi) videókról és közismert kompozit, zagyva zenékről is jól ismert. Ezek közül a leginkább említésre méltó a Kumikjoku Nico Nico Douga. Vannak olyan Original Net Animation-ök (ONA-k), amiket ezen az oldalon publikáltak. Ilyenek például a Candy Boy, a Tentai szensi Sunred és a Penguin muszume Heart.
Egyéb szolgáltatások:
- HD videó minőség: A tulajdonosok arra ösztökélik a feltöltőket, hogy saját maguk kódolják videóikat, ezzel segítve a módosítatlan megosztást. 2008. július 5. óta H.264 videó és az AAC audio formátumot is támogatja az oldal a prémium és ingyenes felhasználóknak egyaránt.
- Saját lista: Minden felhasználó létrehozhat egy „saját listát” (mylist), ami valójában könyvjelzőgyűjteményként funkcionál. Minden felhasználó 25 ilyen listát hozhat létre, de míg az ingyenesek listánként 100 videót jegyezhetnek föl, a prémium tagoknak 500 a felső határ és kereséskor a „saját listába” helyezések száma alapján is sorba lehet rendezni a videókat. Továbbá ezekre a listákra linkelni is lehet, ha valaki ezt engedélyezi.
- Feltöltő hozzászólásai: A feltöltő elhelyezhet maradandó hozzászólásokat a videón. Ezek leginkább fordításként, dalszövegként vagy javításként, helyesbítésként funkcionálnak.
- Nicoscript: Speciális utasításokkal a feltöltő különböző effekteket helyezhet el a videón. Ilyen például a szavazás, automatikus átirányítás egy másik videóra, vetélkedő pontozás és más egyéb műveletek.

## Története

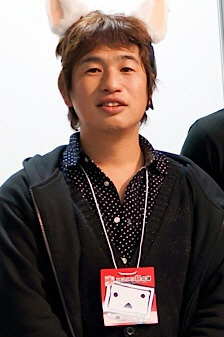
Kavakami Nobuo, a Niconico alapítója és vezérigazgatója

A Niconico első változata a YouTubeot használta videótárhelyként, azonban ahogy növekedett az oldal látogatottsága úgy növekedett az átirányított forgalom mennyisége, végül a YouTube úgy döntött, blokkolja az elérést a Niconico oldal irányából. Következésképpen a Niconiconak be kellett zárnia az oldalt. Két héttel később azonban visszatért, ezúttal a saját szervereivel. 2007. május 7-én bejelentették a mobiltelefonokra készülő applikációt. 2007. augusztus 9. óta a „Nico Nico Douga (RC) Mobile” elérhetővé vált a NTT DoCoMo és au hálózatain.
2011. október 31-én több mint 23 690 000 regisztrált felhasználóval rendelkezett, 6 870 000 mobilos és 1 390 000 prémium ügyféllel. A szerverek túlterheltsége miatt a Niwango csúcsidőben (19:00 – 2:00) korlátozza az ingyenes felhasználók elérését, a regisztráció időpontját figyelembe véve. A weboldal japán nyelven íródott és a forgalom több mint 96%-a Japánból is érkezik, de érdemes megemlíteni, hogy míg négy éve Tajvan volt a második egy százalékkal, mára ezt a helyet átvette az Egyesült Államok, amit Kína követ.
2007. október 18-án indítottak egy tajvani verziót is az oldalból. 2008-ban lefordították az oldalt német és spanyol nyelvre, eközben pedig tovább javították a tajvani verziót. 2012. október 17-én egy angol nyelvű változatot is hozzáadtak a palettához. Ez váltotta le a niconico.com weboldalt, amit már egy új lejátszóval és egy fordító segédeszközzel láttak el, amivel angolra és kínaira is lefordítható a japán nyelvű leírás. Az oldal 2012. május 29-én vált elérhetővé PlayStation Vita-ra Észak-Amerikában.

### Niconico.com
2010-ben már dolgoztak egy angol nyelvű verzión. 2011 áprilisában elkészült a béta verzió. Ezzel a verzióval meg lehetett osztani a YouTube, a DailyMotion és a Niconico videóit, amik a NicoNico lejátszójában jelentek meg és, ami már engedélyezte a saját hozzászólás rendszerét és angol címkék használatát. Később tovább fejlesztették, hogy minden felhasználó feltölthesse saját videóit, a prémium tagok pedig élő közvetítéseket hozhassanak létre. 2011 júniusától animevetítésébe kezdett az oldal. 2011. október 14-én partneri kapcsolatba léptek a Funimation Entertainment-el, hogy megalapítsák a Funicót, amire az előbbiek vetítésének engedélyeit kapták meg. 2012. november 19-én a niconico.com weboldalon elvégzett fejlesztéseket átvezették a nicovideo.jp-re és ezt követően az angol verziót leállították, a főoldalra továbbirányította a böngészőket.

## Üzleti szempont
A Niconico fő bevételei három részre oszthatók: Prémium tagság (fizetős), Reklámok, és a Nico Nico Ichiba (társvállalat).
Prémium tagság
A videónézéshez regisztráció szükséges a Niconicón. Két fajta regisztráció létezik, az ingyenes és a prémium. A prémium tagság ára 540 jen egy hónapra. 2012 januárjában már meghaladta a másfél milliót a prémium tagok száma. 2011-ben három módja volt a fizetésnek: bankkártyás, PayPal-os és WebMoney utalvánnyal.
Hirdetések
A Niconico Google Ads és egyéb reklámokat használ. 2008 májusában a Niwango partnerségbe lépett a Yahoo! Japannel és segítségükkel további hirdetési jövedelemre tudtak szert tenni.
Nico Nico Ichiba (társvállalat)
Egy egyedi hirdető rendszer, ahol a felhasználók transzparenseket rakhatnak fel a videók oldalára. Mind a feltöltő, mind a néző eldöntheti, mely hirdetéseket kívánja kitenni és, hogy hova. Nyomon követhető az is, hogy hányszor kattintottak a hirdetésre és hányszor vásároltak. A legkeresettebb tárgyakat rangsorolja a Nico Nico Ichiba. A termékeket az Amazon.co.jp, a Yahoo Shopping, és a Dwango mobilszolgáltatása biztosítja.
Régebben a prémium tagság csak a japán felhasználók számára volt elérhető, mára viszont nemzetközi JCB kártyával, WebMoney-val, vagy PayPal-el külföldiek is regisztrálhatnak. Továbbá 2010 júliusában a Nico Nico Ichibát kiterjesztették a tajvani verzióra is.

### Pénzügyi helyzet
2010 első negyedévében a vállalatnak első alkalommal sikerült profitot termelni. 1,428 milliárd jen összes bevétel mellett 1,399 milliárd jen kiadásuk volt. Így körülbelül 29 millió jen hasznot sikerült termelni. A teljes bevétel 75%-át a prémium előfizetők adták.
A 2010-es év negyedik negyedében és a 2011 harmadik negyedévében megközelítőleg 10,81 milliárd jen bruttó jövedelmet jelentettek és 670 millió jen üzemeltetési haszont.

## Szerzői jog
2007. október 30-án, a Niwango és a JASRAC, japán szerzői jogok tulajdonosainak társasága beleegyezett egy partneri kapcsolatba, ami alapján a Niwango a jövedelmének két százalékát fizeti a JASRAC-nak a szerzői jogdíjaként. 2008 márciusában és júliusában is megpróbálták szigorítani a szerzői jogokat sértő videók törlésének szabályait. Kiemelt figyelmet kaptak az animék illetve a MAD videók, eközben nyilvánosságra hozták, hogy melyik jogtulajdonos milyen videót törölt. Le kell azonban szögezni, hogy míg a YouTube fizet a sűrűn látogatott tartalom után, a Niconico nem fizet a feltöltőknek, és ezen az oldalon a nagy cégek szabad kezet kapnak a videó törlésére, nem kötelesek indokolni azt. A Nintendo nagy vihart kavart a YouTube-on, amikor tömegesen elkezdte blokkolni és töröltetni a szerzői joga alá tartozó videókat, itt viszont természetes az, ha egy videó/vélemény nem tetszik a forgalmazónak, az rögtön törölheti is.